# Лонг-Айленд
Лонг-А́йленд (англ. Long Island — «Длинный остров») — низменный остров в Атлантическом океане вблизи устья реки Гудзон на северо-востоке США, на юге штата Нью-Йорк. Западное побережье отделено от материка протокой Ист-Ривер, северное — проливом Лонг-Айленд, с южной части и востока омывается Атлантическим океаном. Вдоль всего южного побережья тянутся барьерные острова, называемые «Внешним барьером», в состав которых входят острова Лонг-Бич, Барнум, Джонс-Бич, Файр-Айленд и Уэстгемптон; «Внешний барьер» простирается на 121 км вдоль южного берега Лонг-Айленда, от полуострова Рокавей в Нью-Йорке до восточной части залива Шиннекоки в округе Саффолк. Остров состоит из четырёх округов, два из них — Бруклин (самый большой по численности населения) и Куинс (самый большой по территории из округов Нью-Йорка) — являются двумя из пяти частей (боро) Нью-Йорка. Другие два — Нассо и Саффолк — составляют пригородную часть, обычно именно их подразумевают местные жители под «Лонг-Айлендом».

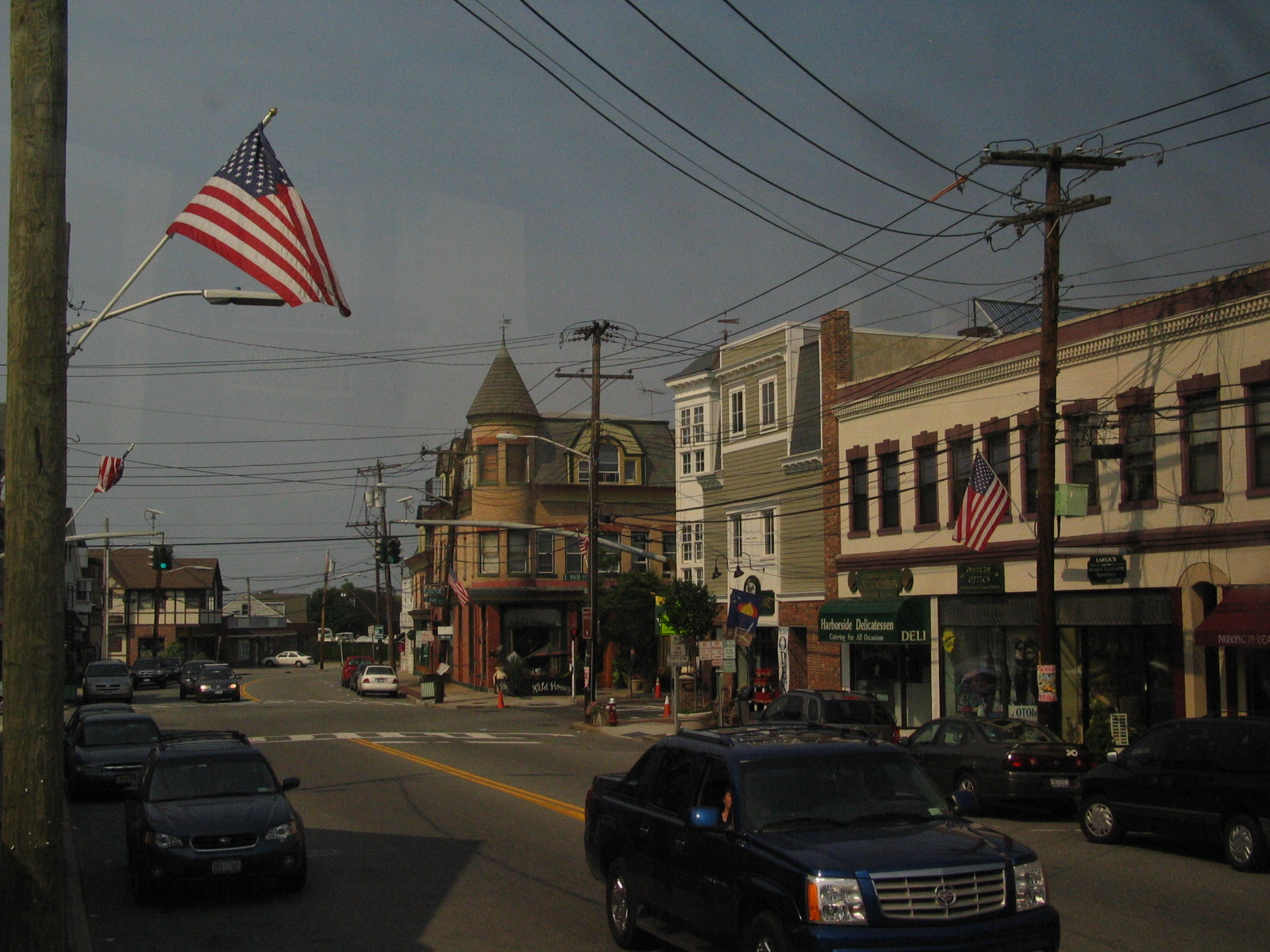
В одном из населённых пунктов Лонг-Айленда

Многочисленные мосты и тоннели по всему Бруклину и Куинсу соединяют Лонг-Айленд с другими частями Нью-Йорка. Паромная переправа через пролив Лонг-Айленд связывает Саффолк с лежащим на севере штатом Коннектикут.
Лонг-Айленд — самый большой и самый длинный остров 48 смежных штатов США. Его длина — около 225 км, максимальная ширина — 48 км, площадь — 3629 км². Лонг-Айленд — 11-й среди самых больших островов США и 148-й в общемировом списке.
Численность населения — 8,06 млн (по данным на 2020) — делает Лонг-Айленд самым населённым островом США и 17-м в общемировом списке. Плотность населения — 2110 чел./км².

## Общая информация
На западной оконечности Лонг-Айленда расположены два из пяти боро города Нью-Йорка (Бруклин (округ Кингс) и Куинс). Центральную часть острова занимает округ Нассо, восточную — округ Саффолк. В разговорной речи под термином Лонг-Айленд обычно понимаются именно последние два округа. А Бруклин и Куинс называются отдельно (так как они стали административными частями Нью-Йорка).
Округ Нассо более урбанизирован и перенаселён, чем округ Саффолк с аграрным укладом жизни. Районы на южном побережье сильно заболочены, в них преобладают белые песочные пляжи и архипелаги. Старые семьи, известные со времен борьбы за независимость, всё ещё проживают на этих территориях. На северном же побережье большинство угодий принадлежит американской и европейской аристократии. Сегодня главные природные ценности края доступны для ознакомления и основному населению: разбиты публичные парки, открыты питомники, заповедники и музеи.
Значимый экономический рост и рост населения произошёл на территории Лонг-Айленда, не входящей в городскую черту Нью-Йорка, после Второй мировой войны. Округ Нассо был самым быстрорастущим с 1950-х по 1970-е годы по числу населения. Саффолк до 1990 года оставался преимущественно аграрным районом, особенно восточная его часть. Здесь большую популярность приобрёл летний туризм.
Лонг-Айленд известен высоким уровнем жизни населения. Округ Нассо является третьим среди самых богатых округов США и в нём взимается второй по величине налог в стране.
В недавнем прошлом северные территории округа Саффолка, ранее занимавшиеся полями картофеля, преобразились в винодельческие плантации. А юг Саффолка популярен своими пляжными курортами, включая всемирно известные Хэмптон (ежегодный джазовый фестиваль) и Монток (маяк в Монток-Пойнте).

## География

### Геология
Лонг-Айленд часть так называемого региона «Аутер-Лендс», сформированного в значительной степени двумя хребтами ледниковой морены и большими песчаными отложениями. Основным формирующим материалом морены служили гравий и скальные породы. Этот процесс происходил с 21 000 лет до н. э. до 19 000 лет до н. э. Северная морена, граница которой пролегала вдоль северного побережья Лонг-Айленда, получила название Харбор-Хилл — Портовая возвышенность. Более южная морена стала называться Ронконкома, она явилась «позвоночником» Лонг-Айленда и прошла через всю центральную часть острова (приближенно совпадает с Лонг-Айлендской скоростной магистралью «Экспрессуэй». Земли к югу от «Саут-Шора» образованы отложениями последнего ледника Хемпстед-Плейнс. На этой территории находятся уникальные прерии.

Карта перемещения воздушных масс на северо-востоке США

В то время как ледник постепенно таял и отступал на север, результатом его существования стали абсолютно различные северные и южные берега острова. В отличие от скалистых берегов «Норф-Шора», образованных обломками ледника, побережье «Саут-Шора» — это идеальные песчаные пляжи. На южном побережье (со стороны океана) многочисленные песчаные косы. Проходящий почти точно посередине острова хребет достигает наибольшей высоты в Болд-Хилл (англ. Bald Hill — «Лысый холм»). Ледниковое образование имеют также озёра Ронконкома и Кеттл-Лейк.

### Климат
Климат Лонг-Айленда аналогичен климату других прибрежных районов северо-восточной части США. Лето здесь влажное и жаркое, а зимы — холодные. Из-за близости Атлантического океана в тёплое время года дует свежий морской бриз, а зимой частота и сила гроз не так велики. Периодически на остров приходят суровые штормы.
Средний годовой снежный покров составляет 50—85 см, на севере же этот показатель достигает 180 см.
Лонг-Айленд не защищён и от тропических циклонов. Это связано с холодными течениями, омывающими его. Ураганы силой в 3 балла проходят с регулярностью 10—15 лет.

## История

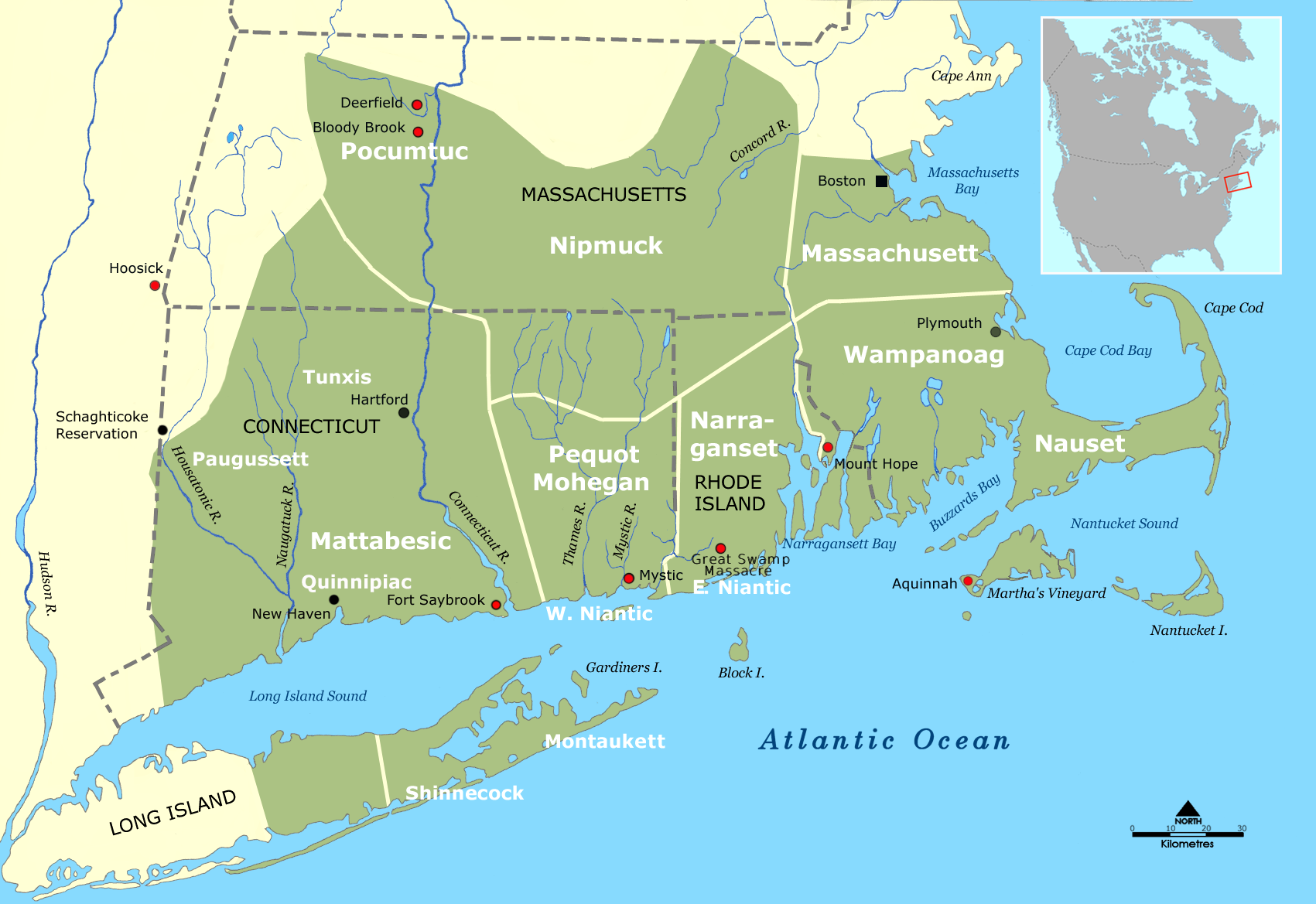
Территории племени Монтаукет и их соседей

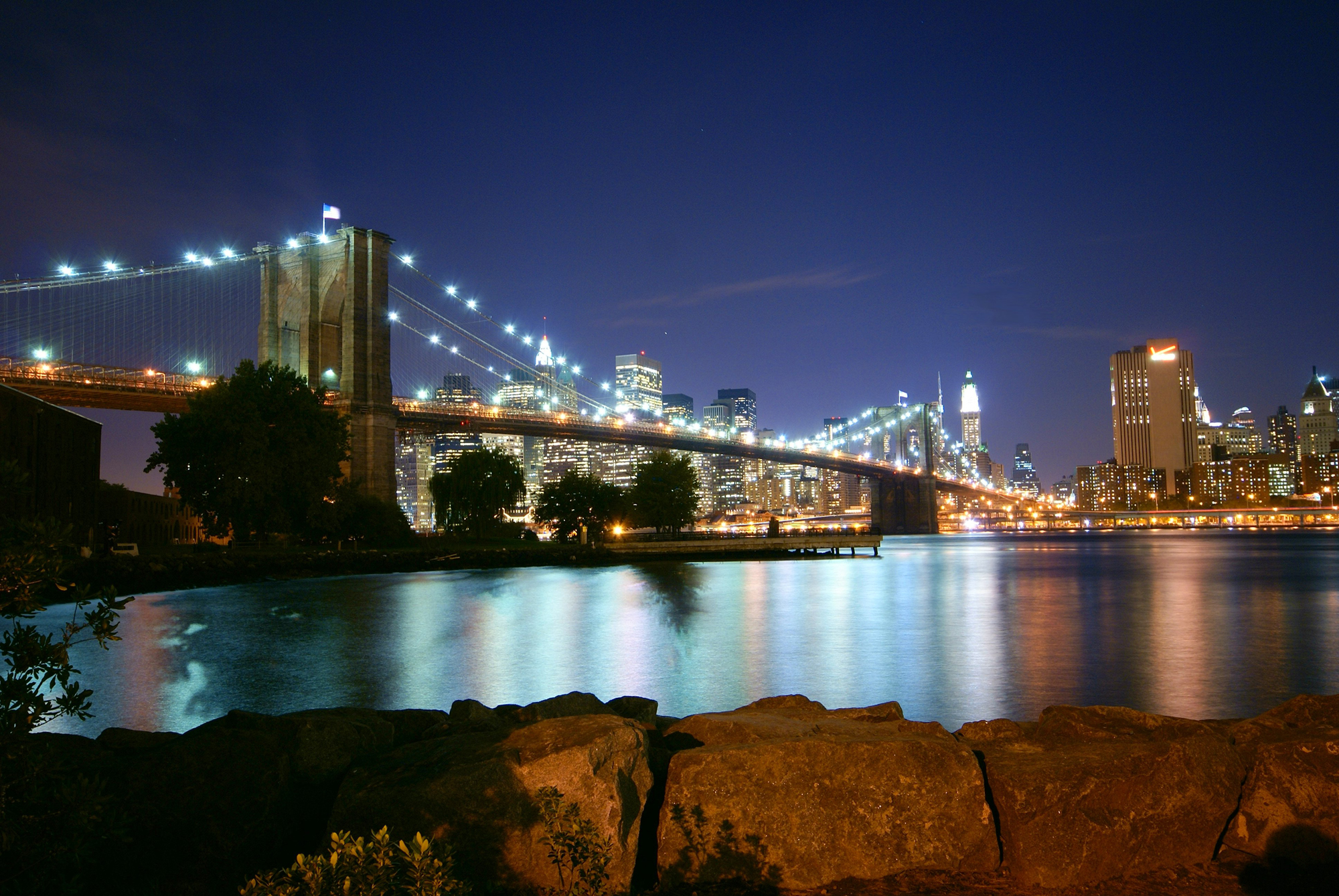
Бруклинский мост — первый из семи мостов, перекинутых через пролив Ист-ривер; соединяет Лонг-Айленд с районом («боро») Манхэттен (на фото — за рекой)

История Лонг-Айленда начинается с европейской колонизации Америки. Открыт в 1609 году английским мореплавателем Гудзоном. Племя ленапе, названное европейцами делавары, населяло западную часть острова и говорило на языке манси алгонкинской языковой семьи. Джованни да Верраццано был первым европейцем, который сделал заметку о встрече с этим племенем, когда он зашёл в место, известное теперь как залив Нью-Йорка, в 1524 году. Восточная часть острова была населена индейцами, разговаривавшими на языке группы мохеган-монтаук-наррагансет той же языковой семьи, что говорит об их связи с аборигенами нынешних Коннектикута и Род-Айленда. Большая часть коренного индейского населения Лонг-Айленда была истреблена колонизаторами.

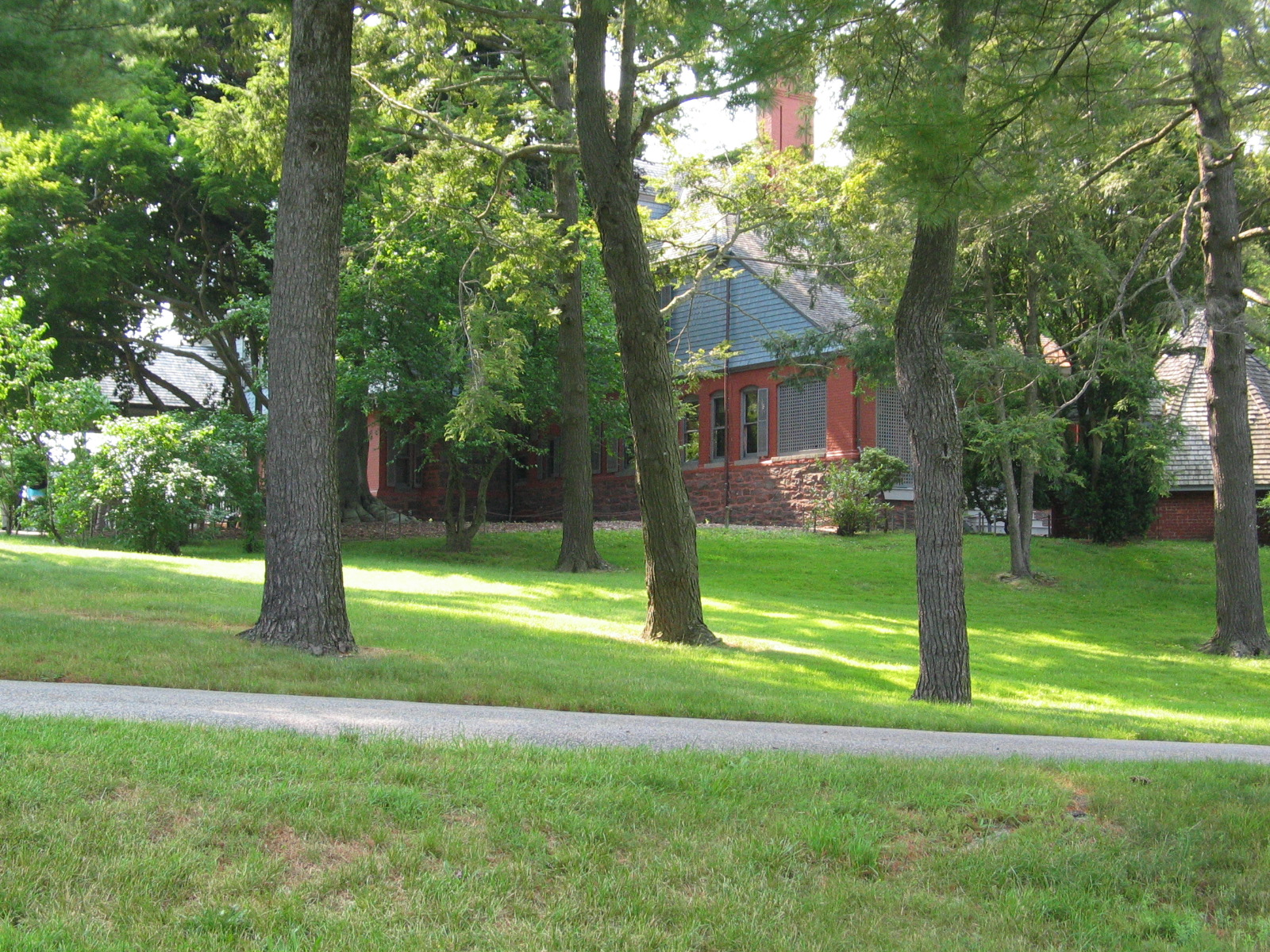
Дом-музей Теодора Рузвельта

Западная часть Лонг-Айленда позже была заселена голландцами, в то время как на восток пришли пуритане. Английским доминионом остров стал в 1664 году, когда голландская колония Новый Амстердам была захвачена англичанами и переименована в Нью-Йорк. В 1683 году были образованы три округа: Кингс, Квинс и Саффолк.
В ходе Американской войны за независимость в Бостонском сражении остров был захвачен англичанами у генерала Джорджа Вашингтона и оставался неприступной крепостью до самого конца войны. После победы Англии в сражении на острове в 1776 году многие сражавшиеся на стороне колоний бежали, на острове остались в основном лоялисты. После победы колонистов остров перешел снова под их контроль, множество лоялистов бежало с острова и поселилось в Канаде при поддержке английского правительства.
В XIX веке Лонг-Айленд всё ещё оставался преимущественно аграрным районом. Предшественником железной дороги Лонг-Айленда в 1836 году стал «Ферри-терминал», протянувшийся через Бруклин до района «Джамейка» в Квинсе. С 1830 по 1930 годы количество населения удваивалось каждые двадцать лет, из-за чего многие города стали соединяться друг с другом, как городская часть Бруклина с Кингсом.
До 1883 года (пока не достроили Бруклинский мост) связь между Лонг-Айлендом и континентальной частью поддерживалась с помощью паромной переправы. После того, как были построены другие мосты и туннели, численность населения снова начала резко увеличиваться. 1 января 1898 года округ Кингс и часть Куинса были объединены в «Сити-оф-грейтер-Нью-Йорк» («The City of Greater New York»), упразднив тем самым все города, существовавшие прежде.
В 1920-х и 1930-х годах Лонг-Айленд стал преобразовываться из «фермерского острова» в образец американского пригорода. Железная дорога объединила округа и явилась основной транспортной артерией до появления Лонг-Айлендской автострады. Роберт Мозес создал различные проекты дорог с насаждениями деревьев, которые опоясали весь остров.
После Второй мировой войны население начало расти быстрыми темпами, особенно в Нассо и Саффолке, куда активно начали переселяться жители Нью-Йорка (послевоенный бум). Наиболее известным примером является городок Левиттаун. Он был основан в 1946 году, когда фирма «Левитт энд сонс» («Levitt and Sons, Inc.») начала массовое строительство типового жилья (дома собираются как конструктор из готовых деталей) для ветеранов войны. Посёлок стал стремительно расти (450 человек — в 1946, 60 тыс. человек — в конце 50-х годов) и некоторое время служил образцом городского планирования, но позднее от идеи однотипной застройки стали отказываться из-за растущей стоимости земли и недвижимости. Вместе с тем наступила новая волна эмиграции из Южной и Восточной Европы и Латинской Америки.

## Население
| Численность населения | Численность населения | Численность населения | Численность населения | Численность населения | Численность населения | Численность населения | Численность населения |
| 1790                  | 1800                  | 1810                  | 1820                  | 1830                  | 1840                  | 1850                  | 1860                  |
| --------------------- | --------------------- | --------------------- | --------------------- | --------------------- | --------------------- | --------------------- | --------------------- |
| 37 108                | ↗42 907               | ↗48 752               | ↗56 978               | ↗69 775               | ↗110 406              | ↗212 637              | ↗379 788              |
| 1870                  | 1880                  | 1890                  | 1900                  | 1910                  | 1920                  | 1930                  | 1940                  |
| ↗540 648              | ↗743 957              | ↗1 029 097            | ↗1 452 611            | ↗2 098 460            | ↗2 723 764            | ↗4 103 638            | ↗4 600 022            |
| 1950                  | 1960                  | 1970                  | 1980                  | 1990                  | 2000                  | 2008                  |                       |
| ↗5 237 918            | ↗6 403 852            | ↗7 141 515            | ↘6 728 074            | ↗6 861 474            | ↗7 448 618            | ↗7 713 454            |                       |

Лонг-Айленд — один из самых быстрорастущих регионов в США. В 2008 году общая численность населения острова составила 7 448 618 человек. Из них 4 694 705 — жители Нью-Йорка, проживающие в Бруклине (2 465 326) и Квинсе (2 229 379). В Нассо и Саффолке вместе взятых проживает 2 753 913 человек (примерно по 1,4 млн). Начиная с 1990-х годов округ Саффолк стремительно растёт, а так как его площадь в 2 раза больше площади Нассо, то плотность населения здесь значительно ниже. Если бы Лонг-Айленд был страной, то он занял бы 96-е место по численности населения в мире (сопоставимо со Швейцарией и Израилем).
Число белокожих жителей преобладает в округах Нассо и Саффолк, а в Бруклине и Квинсе — наоборот. Католицизм доминирует среди других религий. Состав этнических групп: 57,16 % — белые, 20,18 % афроамериканцы, 0,36 % коренные американцы, 9,06 % азиаты, 0,05 % выходцы из Океании, 8,17 % другие расы, 4,01 % двух или более рас и 21,82 % — латиноамериканцы.
| число   | перепись населения 2000 г. | белые  | чёрные или афро- американцы | азиаты | другие* | со смесью рас | латиноамериканцы |  | католики           | неверующие         | иудеи              | протестанты        | всех неопрошенных  |
|         |                            | раса   | раса                        | раса   | раса    | раса          | этнос            |  | религиозная группа | религиозная группа | религиозная группа | религиозная группа | религиозная группа |
| Бруклин | 2 465 326                  | 41,2 % | 36,4 %                      | 7,5 %  | 10,6 %  | 4,3 %         | 19,8 %           |  | 37 %               | 4 %                | 15 %               | 8 %                | 33 %               |
| Квинс   | 2 229 379                  | 44,1 % | 20,0 %                      | 17,6 % | 12,3 %  | 6,1 %         | 25,0 %           |  | 29 %               | 37 %               | 11 %               | 5 %                | 15 %               |
| Нассо   | 1 334 544                  | 79,3 % | 10,1 %                      | 4,7 %  | 3,8 %   | 2,1 %         | 10,0 %           |  | 52 %               | 9 %                | 16 %               | 7 %                | 15 %               |
| Саффолк | 1 419 369                  | 84,6 % | 6,9 %                       | 2,4 %  | 4,0 %   | 2,1 %         | 10,5 %           |  | 52 %               | 21 %               | 7 %                | 8 %                | 11 %               |
| Всего   | 7 448 618                  | 57,2 % | 21,2 %                      | 9,0 %  | 8,6 %   | 4,0 %         | 17,8 %           |  | 40 %               | 18 %               | 12 %               | 7 %                | 20 %               |

## Правительство и политика
В округах Нассо и Саффолк имеются собственные окружные администрации, состоящие из законодательной и исполнительной власти. В каждом городе есть мэр и совещательный орган.
С другой стороны, в Бруклине и Квинсе нет собственного правительства, они подчиняются власти администрации Нью-Йорка.
В округе Саффолк есть две индейские резервации: Пуспатак и Шиннекок. Они являются исконным жилищем коренных американцев. Большинство мест на острове носит оригинальные названия.

### Законодательство
В 2005 году в журнале Форбс было опубликовано, что в округах Нассо и Саффолк было совершено 2042 преступления на 100 000 жителей.
Квинс и Бруклин охраняются департаментом полиции Нью-Йорка, а в Нассо и Саффолке имеются собственные департаменты и офисы шерифов. Полицейский департамент в округе Нассо включает в себя 1000 офицеров и 100 шерифов, все они следят за правопорядком, участвуют в задержаниях и транспортировке преступников, охраняют тюрьмы. В Саффолке — 900 офицеров и 260 шерифов, они выбираются населением. В округе имеются все необходимые служебные единицы: авиация, SWAT, морская дивизия, следственный отдел. Офицеры также занимаются охраной и патрулированием судов, автомагистралей.

### Нассо и Саффолк — новый штат?
28 марта 2008 финансовый контролёр округа Саффолк Джозеф Сависки (Joseph Sawicki) предложил план по превращению Лонг-Айленда (конкретно, округов Нассо и Саффолк) в 51-й штат США. Сависки утверждает, что в этом случае деньги налогоплательщиков Лонг-Айленда будут оставаться на Лонг-Айленде, а не распределяться по всему штату Нью-Йорк. Будущий штат может включать в себя 2,7 миллиона жителей. Но пока власти округа Нассо не выразили интереса в участии в этом плане, который должен быть одобрен штатом Нью-Йорк.

## Экономика
Округа Нассо и Саффолк славятся достатком местных жителей.
С 1930-х по 1990-е гг. Лонг-Айленд рассматривался как центр авиапромышленности США, с такими компаниями как «Грумман Эаркрафт» со штаб-квартирой в районе Бетпейдж .
Лонг-Айленд играет важную роль в научных исследованиях и конструкторской деятельности. Именно здесь расположены Брукхейвенская национальная лаборатория (BNL) и исследовательский центр министерства энергетики. Офис компании Моторола также находится здесь. На протяжении 35 лет Джеймс Ватсон управляет лабораторией «Колд-Спринг-Харбор». Именно он открыл двойную спиральную структуру ДНК.
В восточной части острова расположен производственный район «Хауппауг» («Hauppauge»), в котором насчитывается 1300 компаний. Агропромышленный комплекс здесь также хорошо развит. На протяжении последних 25 лет на месте картофельных полей теперь появляются фермы, на которых выращивают тыквы и фрукты. Рыболовство всё ещё остается важной частью экономики, особенно в северной части острова.

## Транспорт

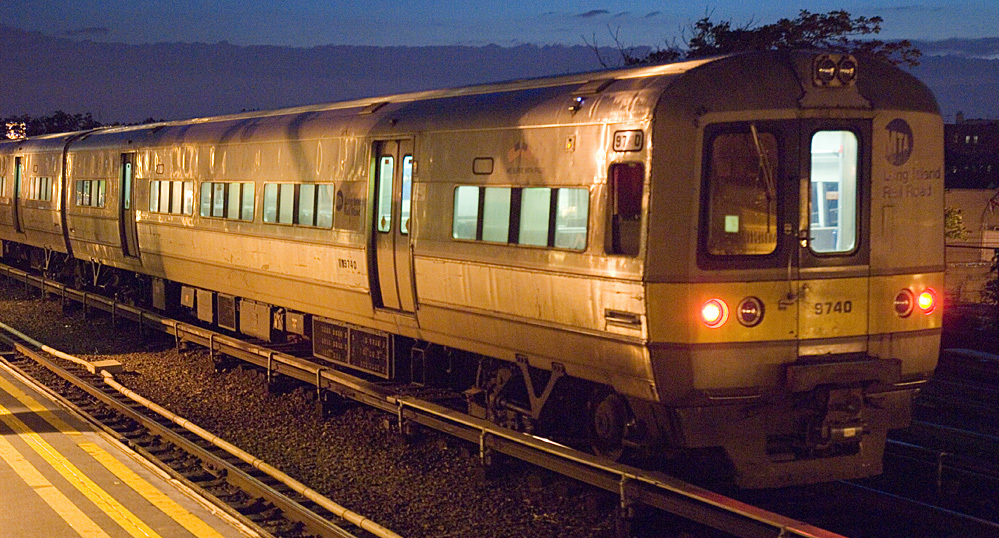
Электропоезд железной дороги Лонг-Айленда

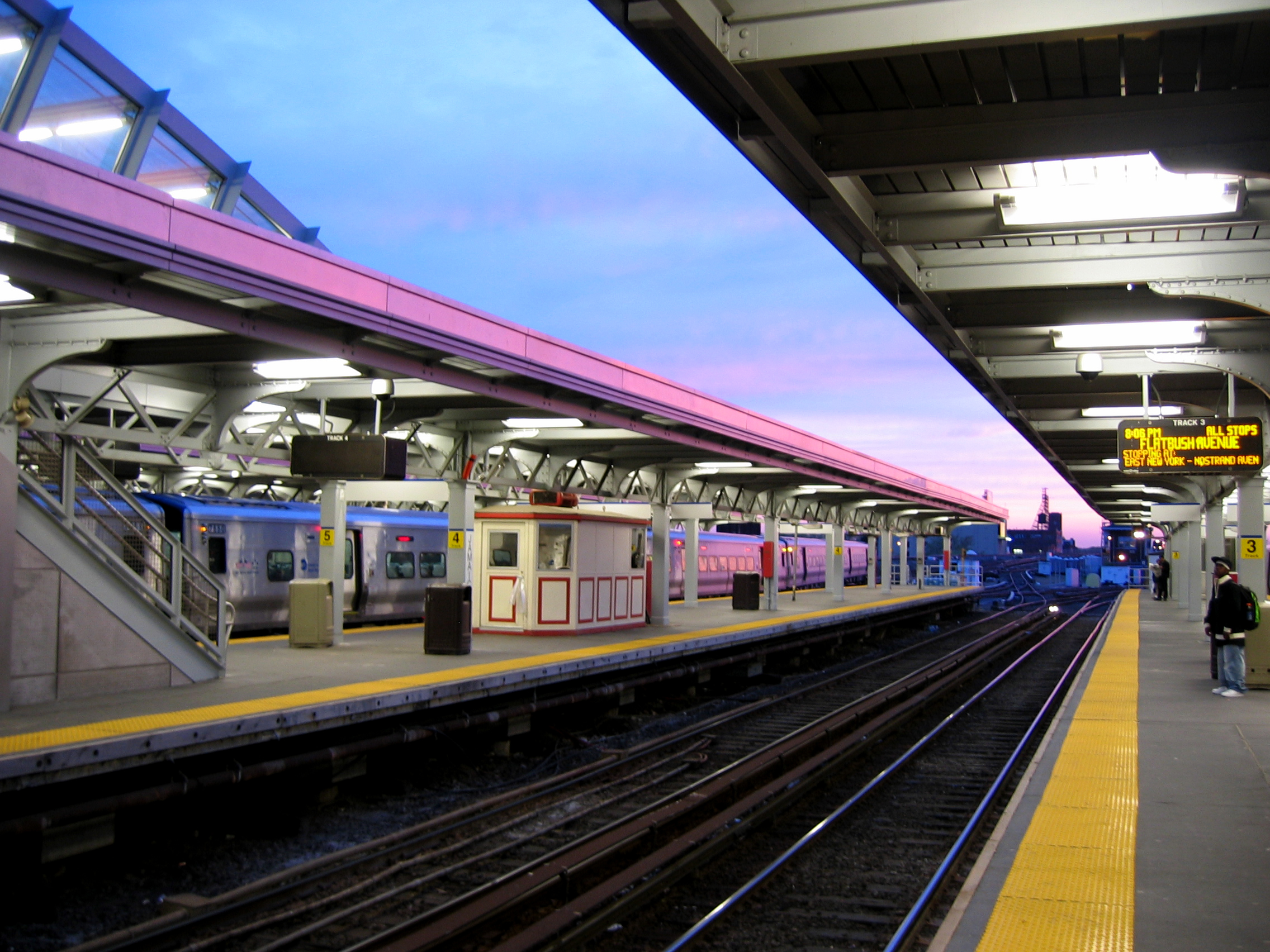
Железнодорожная платформа в Джамейке «Jamaica (LIRR station)»

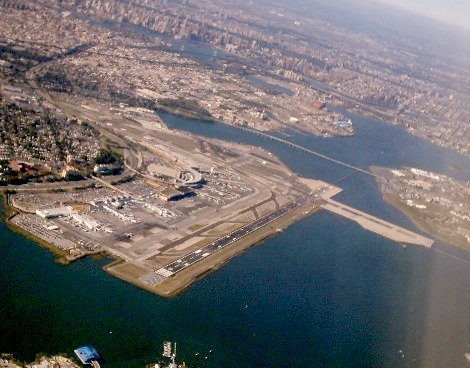
Аэропорт Ла Гуардия, вид с воздуха

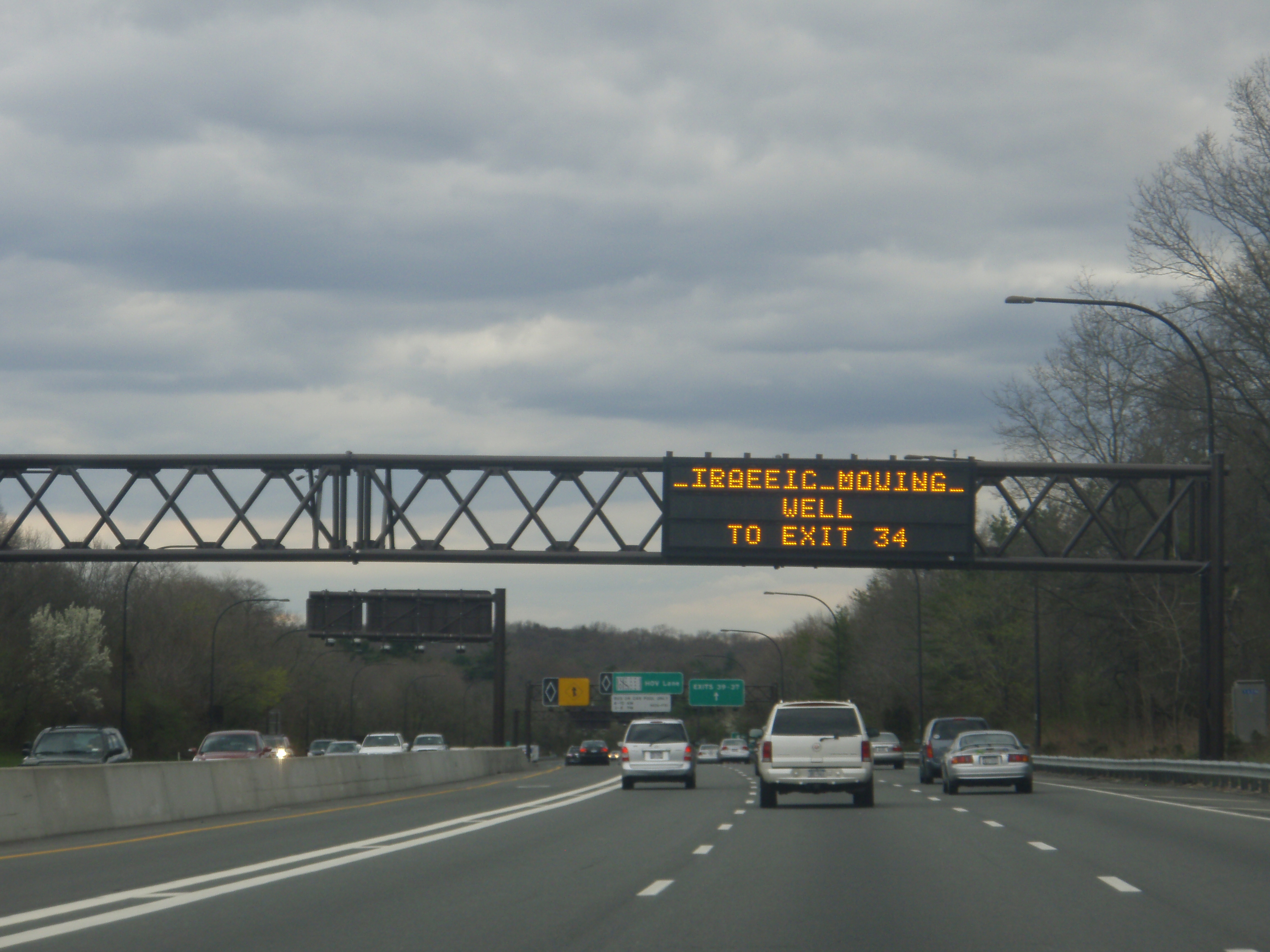
I-495 NY Округ Нассо

Основные аэропорты: Международный аэропорт имени Джона Кеннеди, Ла Гуардия, Мак-Артур. Насчитывается также множество других аэропортов, железных дорог, тоннелей, хайвеев, старинных и современных мостов, паромных переправ. Сейчас на острове 10 основных трасс.
| Основные дороги Лонг-Айленда | |
| Запад-восток Шоссе Монток Маршрут штата Нью-йорк 27 или шоссе Восход (англ. Sunrise Highway)* Белт-Паркуэй / Южное шоссе Стейт Паркуэй Маршрут 24 штата Нью-йорк Гранд-Центральный Паркуэй (англ. Grand Central Parkway) / Северное государственное шоссе (англ. Northern State Parkway Лонг-Айлендская магистраль (англ. Long Island Expressway) Маршрут 25 штата Нью-Йорк (англ. New York State Route 25) Государственная автомагистраль Маршрут штата Нью-Йорк 25А (англ. New York State Route 25A) | Север-юг Шоссе Бруклин-Куинс-Экспрессвэй Скоростная автомагистраль Ван Вик Кросс-Айленд Парквэй (англ. Cross Island Parkway) Маршрут штата Нью-Йорк 908E (NY 908E) (англ. Meadowbrook, Meadowbrook Parkway или the MSP)** Шоссе Уанто-Стейт-Паркуэй Маршрут штата Нью-Йорк 106 (англ. New York State Route 106) Маршрут штата Нью-Йорк 107 (англ. New York State Route 107) Маршрут 135 штата Нью-йорк (англ. New York State Route 135) Маршрут штата Нью-йорк 110 (англ. New York State Route 110) Скоростная автомагистраль Дир-Парк-авеню, Дир-Парк-роуд (англ New York State Route 231) Дорога Роберта Мозеса (Нью-Йорк 27A) (англ. Robert Moses Causeway) Дорога Бульвар Сагтикос (англ. Sagtikos State Parkway) Автодорога Бульвар Затонувший луг (англ. Sunken Meadow State Parkway) Маршрут штата Нью-йорк 110 (англ. New York State Route 111) Шоссе Николлс-роуд (англ. Suffolk County Route 97 NY) Шоссе Уильям Флойд-Паркуэй (англ. Suffolk County Route 46 NY, William Floyd Parkway) |
| Дороги с ограниченным движением выделены жирным. *Sunrise Highway доступна только для проезда из западного Саффолка на восток. **Беззнаковый эталонный маршрут. | |

### Железная дорога
Железная дорога Ло́нг-А́йленда (англ. Long Island Rail Road, сокр. LIRR) является старейшей железной дорогой США. Одна из самых загруженных в Северной Америке: в будние дни 282 400 клиентов пользуются 728 поездами. Первый состав на острове был пущен 24 апреля 1834 года.

## Образование

### Начальное и среднее образование
В Нассо и Саффолке насчитывается 125 районных школ и в общей сложности 656 государственных школ. А средние общеобразовательные учреждения Бруклина и Квинса подчиняются Департаменту образования Нью-Йорка. Это самая большая образовательная административная единица в США. На острове также есть множество частных и приходских школ.

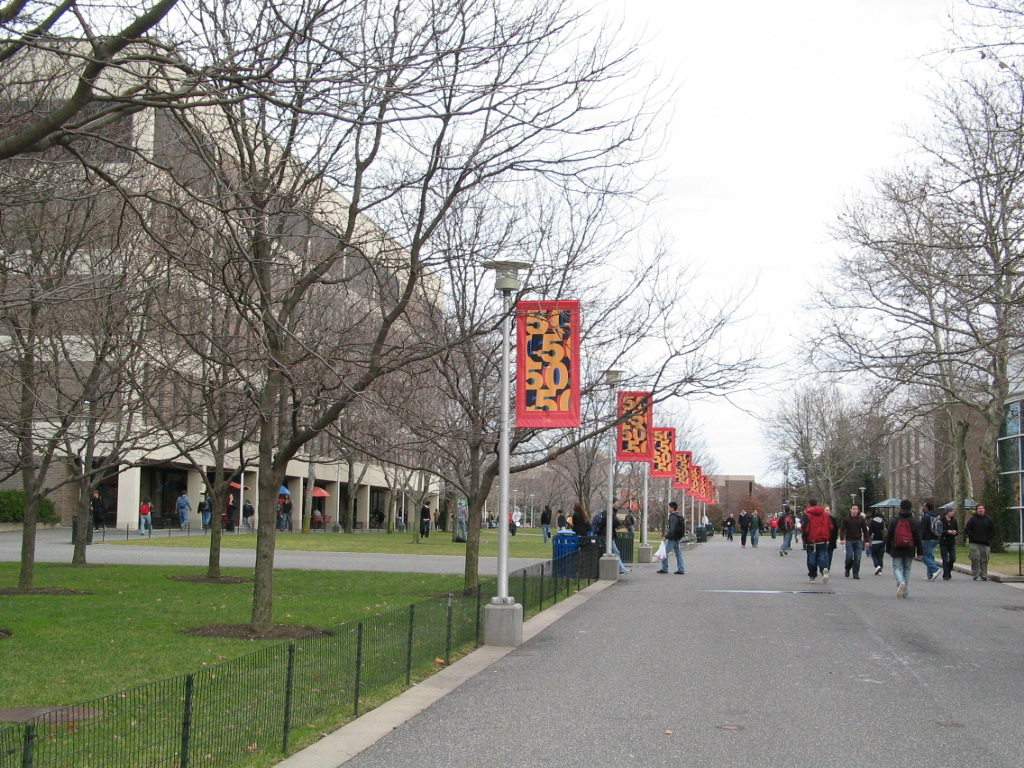
Главная аллея кампуса «Стоуни-Брук-Вест» («Stony Brook West Campus»)

### Колледжи и университеты
В округах Нассо и Саффолк:
Государственные
- Филиал Государственного университета Нью-Йорка
- Университет Стоуни-Брук, включая Саутгемптонский колледж
- Колледж Университета штата Нью-Йорк в Олд Уэстбери (англ. SUNY College at Old Westbury). Колледж государственного университета Нью-Йорка в Олд-Уэстбери — это государственный колледж в Олд-Уэстбери, штат Нью-Йорк, с частями в соседнем городе Иерихон, штат Нью-Йорк. Он является частью системы государственного университета Нью-Йорка.
- Государственный колледж Фармингдейл (англ. Farmingdale State College). Государственный университет Нью-Йорка в Фармингдейле.
- Общественный колледж Нассау — общественный колледж в Гарден-Сити[англ.], штат Нью-Йорк (англ. Nassau Community College).
- Общественный колледж округа Саффолк (англ. Suffolk County Community College) — общественный колледж в Селден[англ.], штат Нью-Йорк, основан в 1959 году и имеет три кампуса: Селден, Брентвуд[англ.] и Риверхед. Спонсируется SUNY и округом Саффолк, Нью-Йорк.

Другие
- Академия торгового флота США[англ.] в Кингс-Пойнте, Нью-Йорк. Готовит офицеров для службы в Соединенных Штатах, военнослужащих, и военнослужащих транспортной отрасли.

Частные
- Университет Адельфи в Гарден-Сити, Нью-Йорк (англ. Adelphi University). Имеет филиалы в Манхэттене, долине Гудзона и округе Саффолк. Это старейшее высшее учебное заведение в пригороде Лонг-Айленда.
- Колледж Брайрклифф (англ. Briarcliffe College) в Квинсе в лонгайлендской части Нью-Йорка, Нассо и Саффолке, закрыт 31 декабря 2018 г[4].
- Колледж Даулинг (англ. Dowling College). Лишился аккредитации 31 августа 2016 года[5]. Исторические здания на месте бывшего Даулинг-колледжа, в частности, особняк Вандербильта, заброшены, жители сообщают о вандализме, пожарах и граффити[6].
- Колледж Файв Таунс (англ. Five Towns College). Находится в городе Хантингтон, деревня Дикс Хиллз, Нью-Йорк. Предоставляет высшее образование в области музыки, бизнеса, кино и телевидения, готовит учителей музыки, мультимедиа и исполнительского искусства — музыкантов, художников, продюсеров, исполнителей и другое.
- Колледж Гиббса (англ. Gibbs College). Все филиалы школы закрылись в 2011 году[7].
- Колледж Санфорд-Браун (Sanford-Brown College). Закрыт в 2011 году[8].
- LIU Post[англ.] — Университет Лонг-Айленда. Университет Лонг-Айленда сокращал количество учебных часов в соответствии с «Временным руководством в области высшего образования в связи с пандемией COVID-19», на осенний семестр 2020 года запланировано поэтапное возобновление обучения[9].
- Колледж Моллой (англ. Molloy College) — частный католический колледж в Роквилл-центре, Нью-Йорк.
- Нью-йоркский технологический институт, широко известный как New York Tech (NYIT), является частным исследовательским университетом с двумя основными кампусами в Нью-Йорке — один из них в Олд-Уэстбери на Лонг-Айленде; и один на Манхэттене.
- Политехнический институт Нью-Йоркского университета (англ. Polytechnic Institute of New York University) — одно из 18 подразделений, входящих в Нью-Йоркский Университет.
- Университет Св. Иоанна (англ. Saint John’s University) в Статен-Айленде.
- Колледж Святого Иосифа (англ. Saint Joseph’s College, New York) — частный гуманитарный колледж в штате Нью-Йорк, кампус расположен в Патчоге, Лонг-Айленд.
- Юридический центр Туро (англ. Touro Law Centre Jacob D. Fuchsberg, известный как Touro Law Centre) — аккредитованная юридическая школа Американской ассоциации адвокатов. Находится на Лонг-Айленде, Нью-Йорк, в деревне Сентрал-Айслип.
- Лаборатория биологических наук Колд-Спринг-Харбора (англ. Watson School of Biological Sciences), до 2020 года известная как Школа биологических наук Уотсона. Является аспирантурой в области биологических наук. Аспиранты проходят обучение в Лаборатории Колд-Спринг-Харбор. Школа была открыта в 1999 году и находится в городке в Колд-Спринг-Харбор, Нью-Йорк на Лонг-Айленде.

## Досуг и отдых
На острове есть несколько парков развлечений, пляжи и курортные зоны, концертные залы, кинотеатры и уютные кафе. В Саффолке и Нассо — тысячи ресторанов, многие из них — первого класса. Нью-Йорк всем известен как «плавильный котел наций», здесь можно встретить все кухни мира: от мексиканской до венгерской, от индейской до бенгальской, от новозеландской до ирландской. Маленькие пиццерии и забегаловки с фастфудом встречаются на каждом шагу. Любой сможет найти себе еду по вкусу и провести время в приятной обстановке. На Лонг-Айленде проходит знаменитый фестиваль пиццы и выпечки (англ. Long Island Pizza Festival & Bake-Off), во время которого пиццерии в рамках ежегодно проходящего конкурса соревнуются за звание лучшей пиццерии на острове. Бейглы — ставшие традиционными бублики с различными начинками и посыпками. На острове широко представлена греческая и немецкая кухни, многие заведения работают до поздней ночи, чтобы все желающие успели насытиться и отдохнуть. Хот-доги и гамбургеры в оживлённых районах Нью-Йорка продаются на каждом шагу.

### Спорт
Лонг-Айленд является местом жительства таких известных атлетов, как Джим Браун, Джулиус Ирвинг, Джон Меки, Карл Ястержемски, Билли Донован, Джамбо Эллиот, Мэт Серра, Бумер Эсайсон, Крейг Биджио, Стив Парк (участник гонок НАСКАР), Спиди Клекстон.
| Клуб                                                   | Вид спорта           | Основан | Лига                                                                                           | Место проведения                                                   |
| ------------------------------------------------------ | -------------------- | ------- | ---------------------------------------------------------------------------------------------- | ------------------------------------------------------------------ |
| Всадники Лонг-Айленда (англ. Long Island Rough Riders) | футбол               | 1994    | Федерация футбола США                                                                          | Спортивный комплекс «Митчел Филд» (англ. Mitchel Athletic Complex) |
| Нью-Йорк Айлендерс                                     | хоккей               | 1972    | Национальная хоккейная лига                                                                    | Мемориал Колизеум                                                  |
| Лонгайленд Лизардс                                     | лакросс              | 2001    | Главная лига лакросса                                                                          | Спортивный комплекс «Митчел Филд»                                  |
| Титаны Нью-Йорка (NLL) (англ. New York Titans)         | Лакросс в помещениях | 2007    | Национальная лига лакросса (англ. National Lacrosse League)                                    | Мемориал Колизеум                                                  |
| Драконы Нью-йорка                                      | арена-футбол         | 1995    | Футбольная лига Арена (AFL)                                                                    | Мемориал Колизеум                                                  |
| Лонг-Айленд Дакс                                       | бейсбол              | 2000    | Атлантическая лига профессионального бейсбола (англ. Atlantic League of Professional Baseball) | Парк Ситибанк                                                      |
| Американская баскетбольная ассоциация                  | баскетбол            | 2005    | Американская баскетбольная ассоциация                                                          | Общественный колледж округа Саффолк, Нью-Йорк                      |
| Нью-Йорк Метс                                          | бейсбол              | 1962    | Главная лига бейсбола                                                                          | Сити-филд                                                          |
| Бруклинские циклоны (англ. Brooklyn Cyclones)          | бейсбол              | 2001    | Нью-йорк-Пенн Лига                                                                             | Парк КейСпан, Нью-Йорк                                             |

Стадион «Эббетс Филд», который находился в Бруклине с 1913 по 1957 гг., был домашней ареной «Бруклин Доджерс» — бейсбольной команды, которая затем перебралась в Калифорнию и получила название «Лос-Анджелес Доджерс». Они выиграли несколько национальных чемпионатов в 1940—1950-х гг.
Бейсбольная команда «Нью-Йорк Метс» сейчас тренируется на стадионе «Сити-филд» во Флашинге (Квинс). Их бывший стадион Ши был также домашним стадионом для «Нью-Йорк Джетс». Эта футбольная команда просуществовала с 1964 по 1983 года. На месте старого построен новый стадион, он спроектирован с внешним фасадом, центральным входом с ротондой и включает в себя стадион «Эббетс». «Бруклинские циклоны» — бейсбольная команда младшей лиги. В национальной хоккейной лиге играет команда «Нью-Йорк Айлендерс» из Нассо.
На острове также есть сильная детская и юношеская сборные по лакроссу. Известны сборные по регби, баскетболу, лёгкой атлетике, соккеру. Национальные скачки с 1995 по 2002 выигрывали местные спортсмены. Известным спортивным развлечением являются гонки на пожарных машинах — Огненные гонки (англ. Firematic Racing), на которые съезжается посмотреть и поучаствовать множество волонтёров из пожарных расчётов.
В Лонг-Айленде также проводится Открытый чемпионат США по теннису — один из четырёх турниров Большого шлема. Чемпионат обычно проходит в августе, а в годы проведения Олимпиад — в сентябре. Самый большой теннисный стадион в мире — Стадион Артура Эша — находится в Корона Парке вблизи аэропорта Ла Гуардия.

### Музыка
Большое влияние на музыкальную культуру Нассо и Саффолка оказывает Нью-Йорк. В 1960-х гг. здесь был очень популярен психоделический рок. Это был своеобразный протест молодых людей, которые путешествовали по Нью-Йорку. R&B также имеет большую историю на Лонг-Айленде, особенно в округе Нассо, где высокая плотность населения и близость Нью-Йорка имеют особо большое влияние.

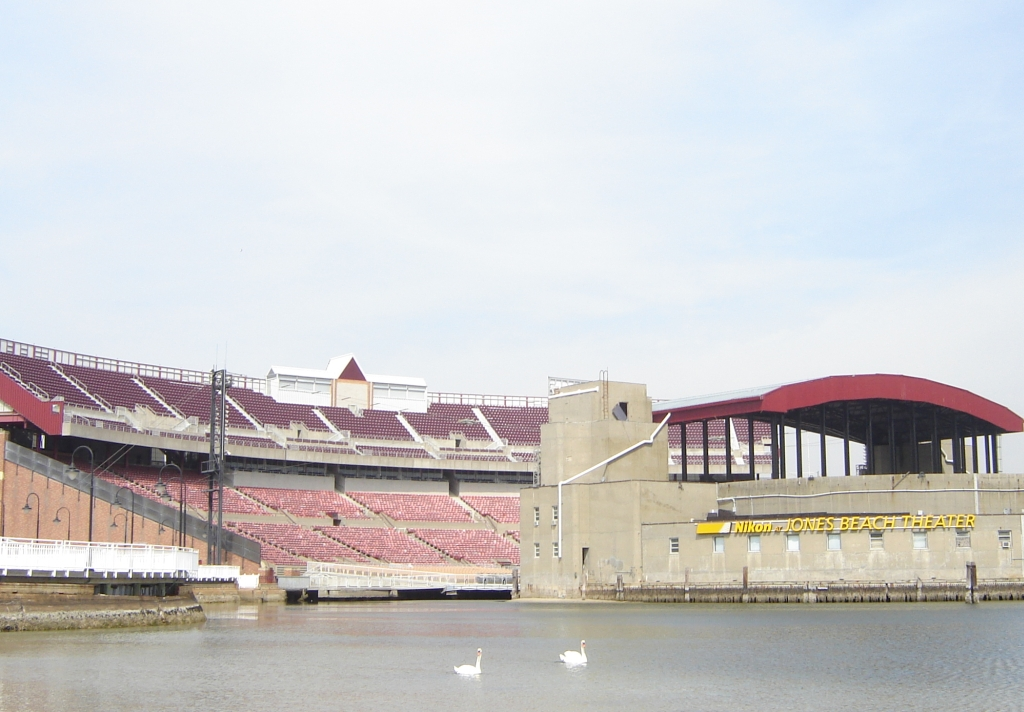
Театр Джонс-Бич (Nikon at Jones Beach Theater)

 Театр «Джонс-Бич» расположен в парке «Джонс-Бич» и является популярным местом проведения летних концертов. В нём дают свои выступления как исполнители классической музыки, так и эстрадные и поп-музыканты. Каждый год в День независимости 4 июля здесь проходит красочное представление с фейерверком. Интересной является возможность смотреть концерт прямо из своего автомобиля с морского берега.
Лонг-Айленд известен своими школьными музыкальными представлениями. Многие школы в Саффолке дают выдающиеся знаменитейшие концерты. В них подчас задействовано огромное количество учащихся, некоторые из них занимаются в музыкальных клубах. Известен национальный музыкальный коллектив восточного побережья. Впоследствии некоторые из выступающих становятся известными музыкантами, певцами и танцорами.

### Изобразительное искусство
Остров Лонг-Айленд в последние полтора столетия очень популярен среди художников. Здесь они собирались для совместной работы на пленэре, устраивали летние резиденции, строили дома-мастерские.

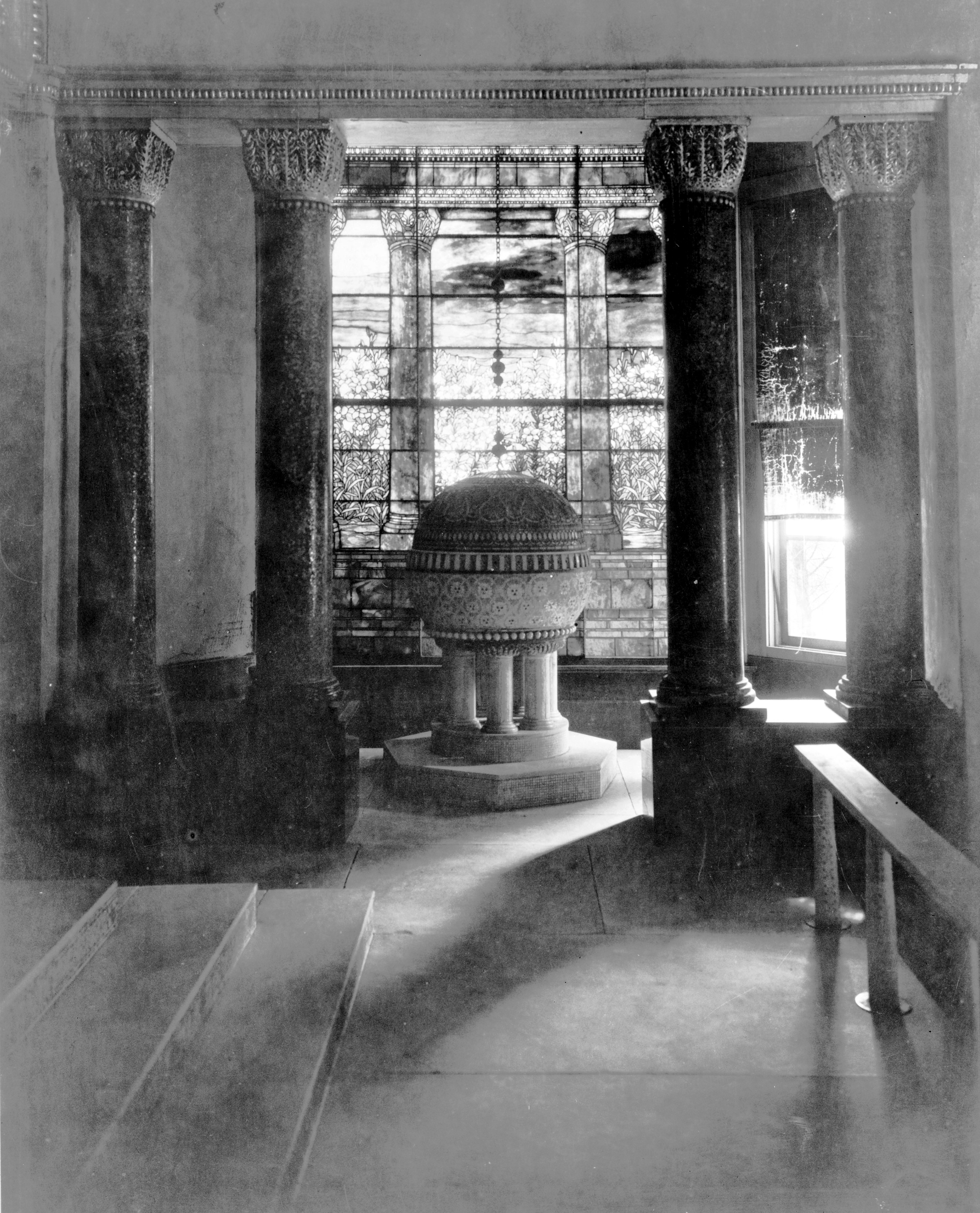
Часовня в Лорелтон Холл, не сохранившемся загородном доме Луиса Комфорта Тиффани. Фото ок. 1924 года / библиотека Конгресса

Переняв у европейских импрессионистов метод работы на открытом воздухе, один из пионеров импрессионизма в США Уильям Чейз основал в Шиннекок-Хиллзе летнюю школу живописи (в разное время у него брали уроки Рокуэлл Кент, М. Хартли, Дж. Стелла).
Подобно своему учителю Уильяму Чейзу, живописец Ирвинг Уайлз открыл школу пейзажа на востоке острова, в Пеконик-Бей в округе Саффолк; здесь он до последних дней каждое лето проводил за живописью.
Уильям Глакенс, участник «Школы мусорного бака», избрал для своих импрессионистских этюдов приморский курорт Беллпорт на южном берегу Лонг-Айленда.
Художник и дизайнер Луис Комфорт Тиффани приобрёл участок в Лоурел-Холлоу в округе Нассо, и к 1905 году возвёл изысканный особняк с 84 комнатами. Его декоративные светильники и оконные витражи включают сцены, вдохновлённые видом из окна этого поместья.
Интересна «группа Хэмптон Бей», которую собрал поэт-футурист Давид Бурлюк, прибывший в США в 1920-е годы через Японию и поселившийся в 1941 году на Лонг-Айленде. Ядро группы составляли иммигранты из России: живописцы братья Рафаэль и Мозес Сойеры, Николай Циковский, Аршил Горки, Дж. Грэхем.
Джон Д. Грэхем (псевдоним Ивана Грациановича Домбровского) — русский офицер и дворянин, спасшийся в США от красного террора, развёрнутого в большевистской России. Виртуозный стилист, он оказал влияние на таких художников, как Арчил Горки, Мильтон Эвери, Виллем де Кунинг. В 1942 году в галерее Мак-Миллана Грэхем организовал выставку знаменитых европейских мастеров: Пикассо, Матисса, Брака; в ней участвовали и малоизвестные в то время американские живописцы — Стюарт Дэвис, Ли Краснер, Джексон Поллок.
Бетти Парсонс, художница и галерист из богатой нью-йоркской семьи, вернувлась в Америку во время Великой депрессии из Европы (где она училась у авангардиста Осипа Цадкина). В США она начала карьеру арт-дилера и уже в 1946 году открыла свою галерею на Манхэттене. Поддерживала ранний абстрактный экспрессионизм, успешно продвигая на рынке искусства Б. Ньюмана, Дж. Поллока, М. Ротко. В 1959 году скульптор и дизайнер Тони Смит спроектировал для неё дом-студию на прибрежной скале в Норт-Форке на Ист-Энде (англ. East End).
Джексон Поллок, лидер абстрактной живописи в США, вскоре после женитьбы (в 1945 году) на художнице Ли Краснер, переехал на Лонг-Айленд, в район Спрингс (англ. Springs) в Ист-Хамптон. На аванс от галеристки Пегги Гуггенхайм супруги приобрели деревянный дом с сараем. Сарай Поллок переделал в персональную студию, где он совершенствовал оригинальную технику «дриппинга». Поллок погиб в аварии, ведя открытый олдсмобиль по ночному шоссе Лонг-Айленда и влетев на огромной скорости в дерево. Он похоронен на кладбище Грин-Ривер в городке Ист-Хамптоне, штат Нью-Йорк.
Соратник Поллока по абстрактному экспрессионизму Виллем де Кунинг окончательно перебрался c Манхэттена на Лонг-Айленд в 1961 году, спроектировав и построив просторную мастерскую в Ист-Хамптоне; здесь была создана большая часть из написанного им в зрелый и поздний периоды жизни.
Сегодня на острове действует множество разнообразных музеев. Наиболее значительные из них размещены на периферии мегаполиса (Бруклин, Куинс) или в ближайших пригородах. Некоторые из них:
- Идея Музея Исаму Ногучи с прилегающим к нему садом парковой скульптуры (Лонг-Айленд-Сити, Куинс) принадлежит американскому модернистскому скульптору[англ.] Исаму Ногучи; начало реализации — 1974 год. Помимо постоянной экспозиции работ самого Ногучи действуют и образовательные программы для широкой публики[13].
- Сократовский парк скульптур (англ. Socrates Sculpture Park) — Куинс, Вернон бульвар, организован по инициативе скульптора-коструктивиста Марка ди Суверо. Заброшенная земля на берегу Ист-Ривер после 1986 года была отведена под выставочное пространство — ныне всемирно известный музей под открытым небом[14].
- Центр современного искусства P.S.1 открыт в 1971 году в ближнем пригороде Нью-Йорка — в Лонг-Айленд-Сити — в нежилом здании, где с 1892 по 1963 год была местная школа. Одна из его создателей — Аланна Хейсс[англ.], основатель и директор некоммерческой художественной организации «Clocktower Productions»[15]. В 2000 году было оформлено слияние PS1 и Музея современного искусства Нью-Йорка, чтобы облегчить продвижение новых течений искусства в массовую аудиторию.

## Галерея фото Лонг-Айленда

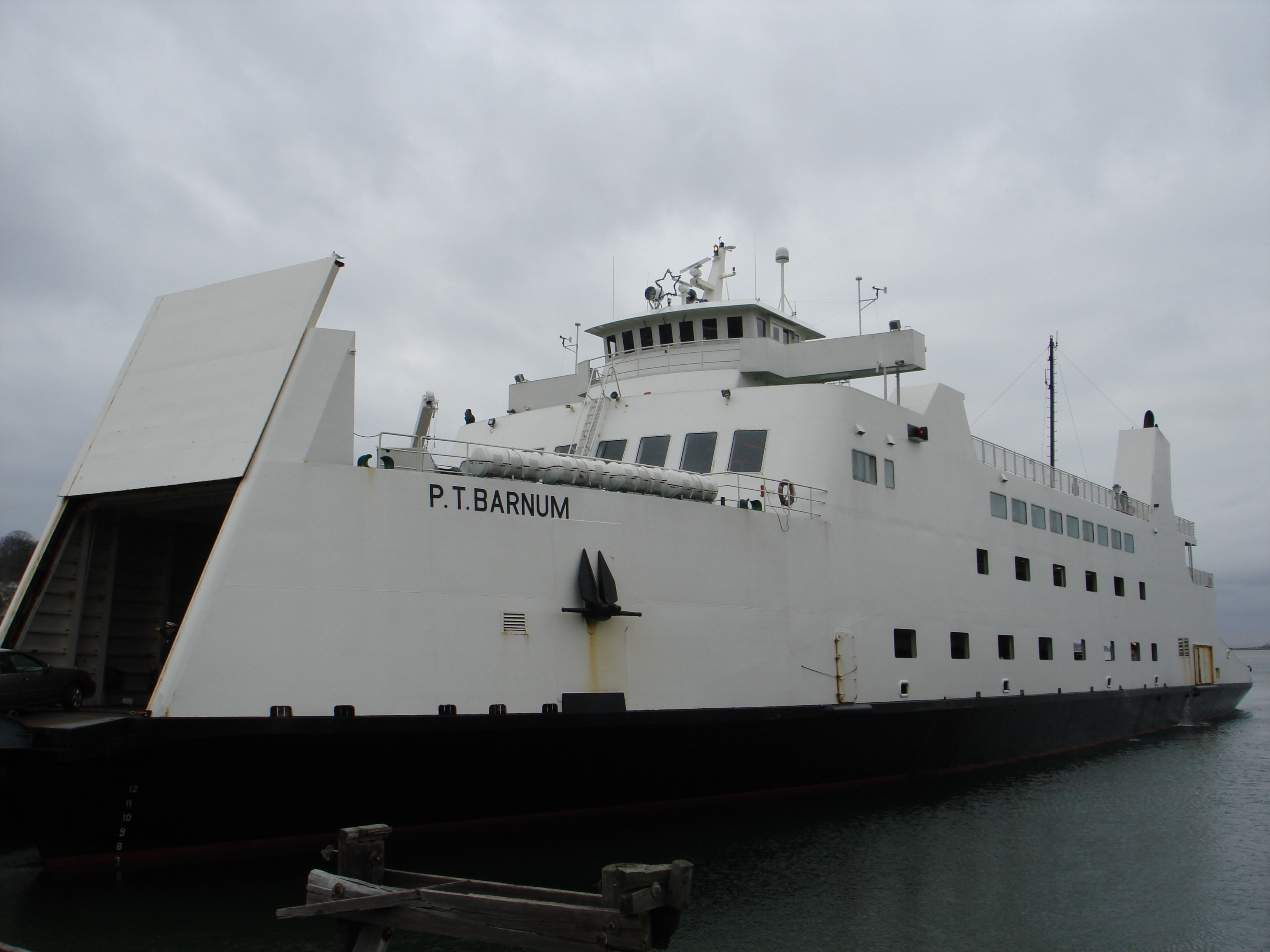
Паром в Порт-Джефферсоне
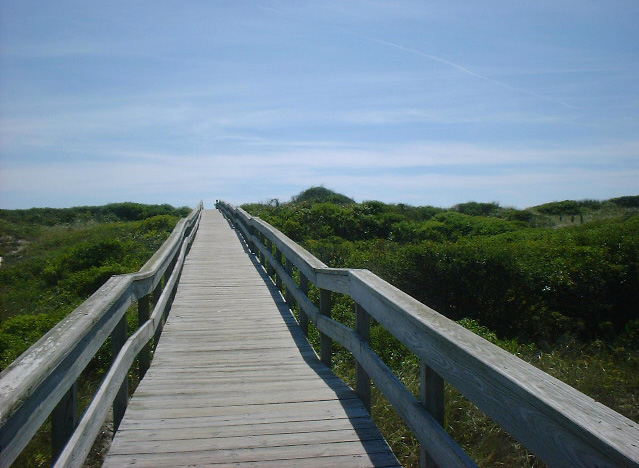
Дощатый настил, Барьерные острова
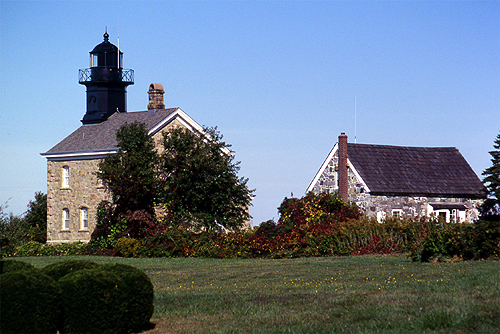
Старый сельский маяк
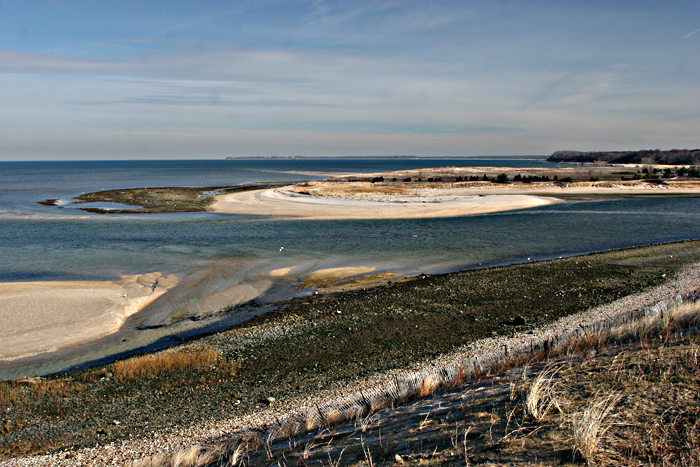
Государственный парк Ниссекуг
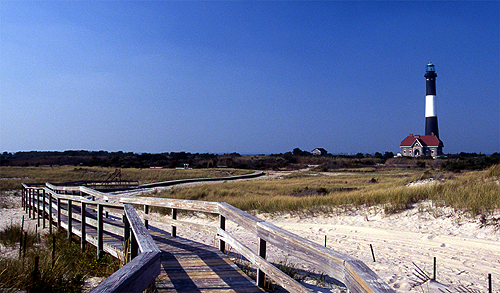
Маяк острова Файр
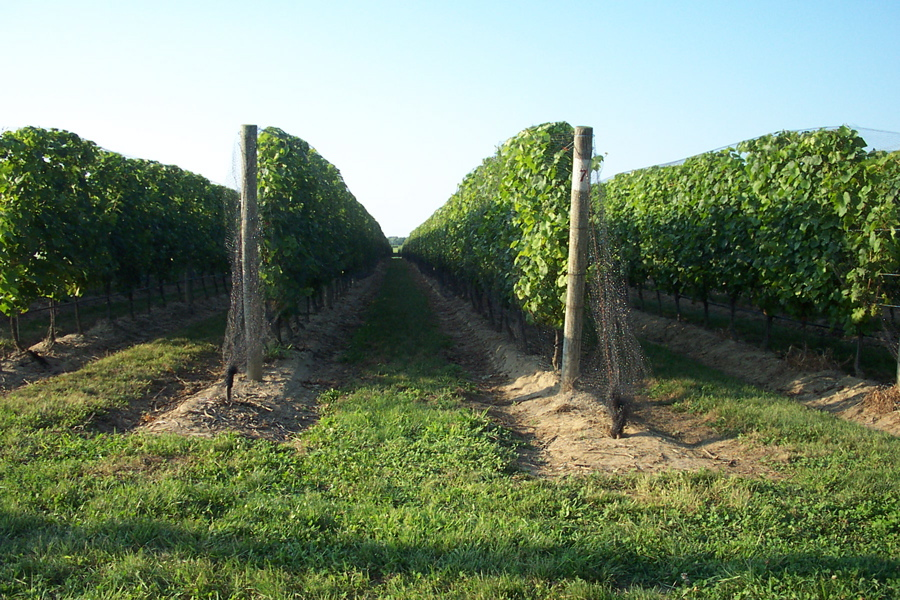
Виноградники Лонг-Айленда
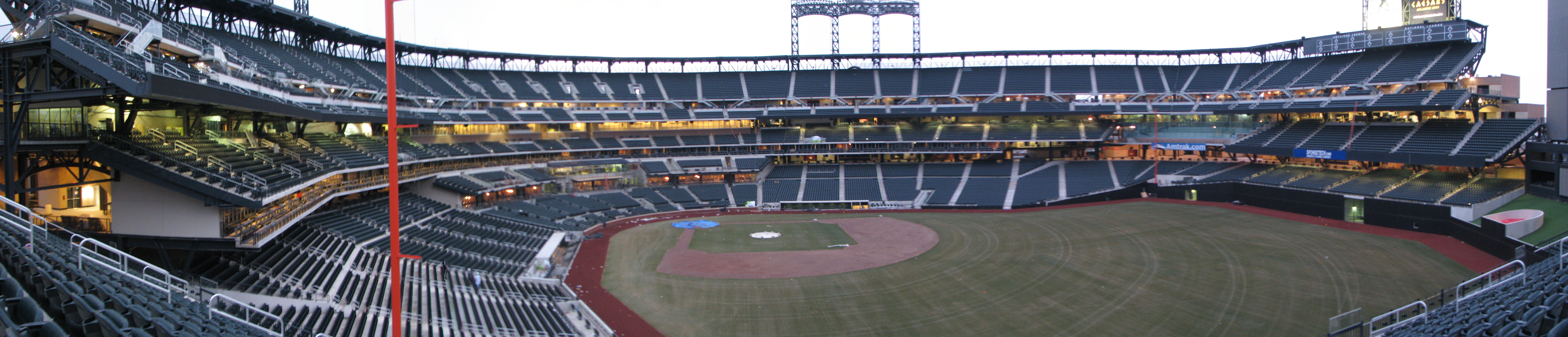
Городской стадион в Квинсе
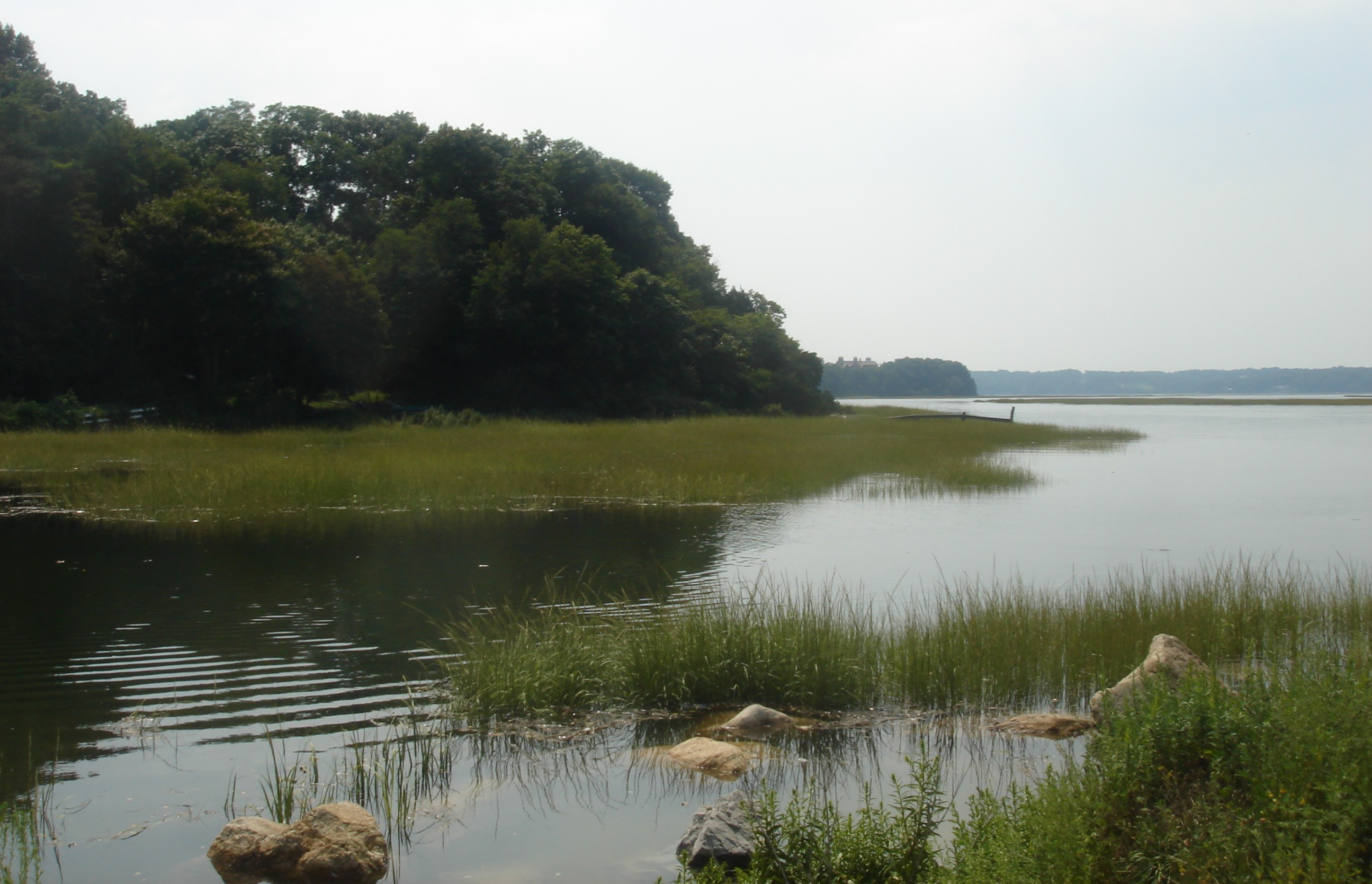
«Каменистый» ручей, Нью-Йорк
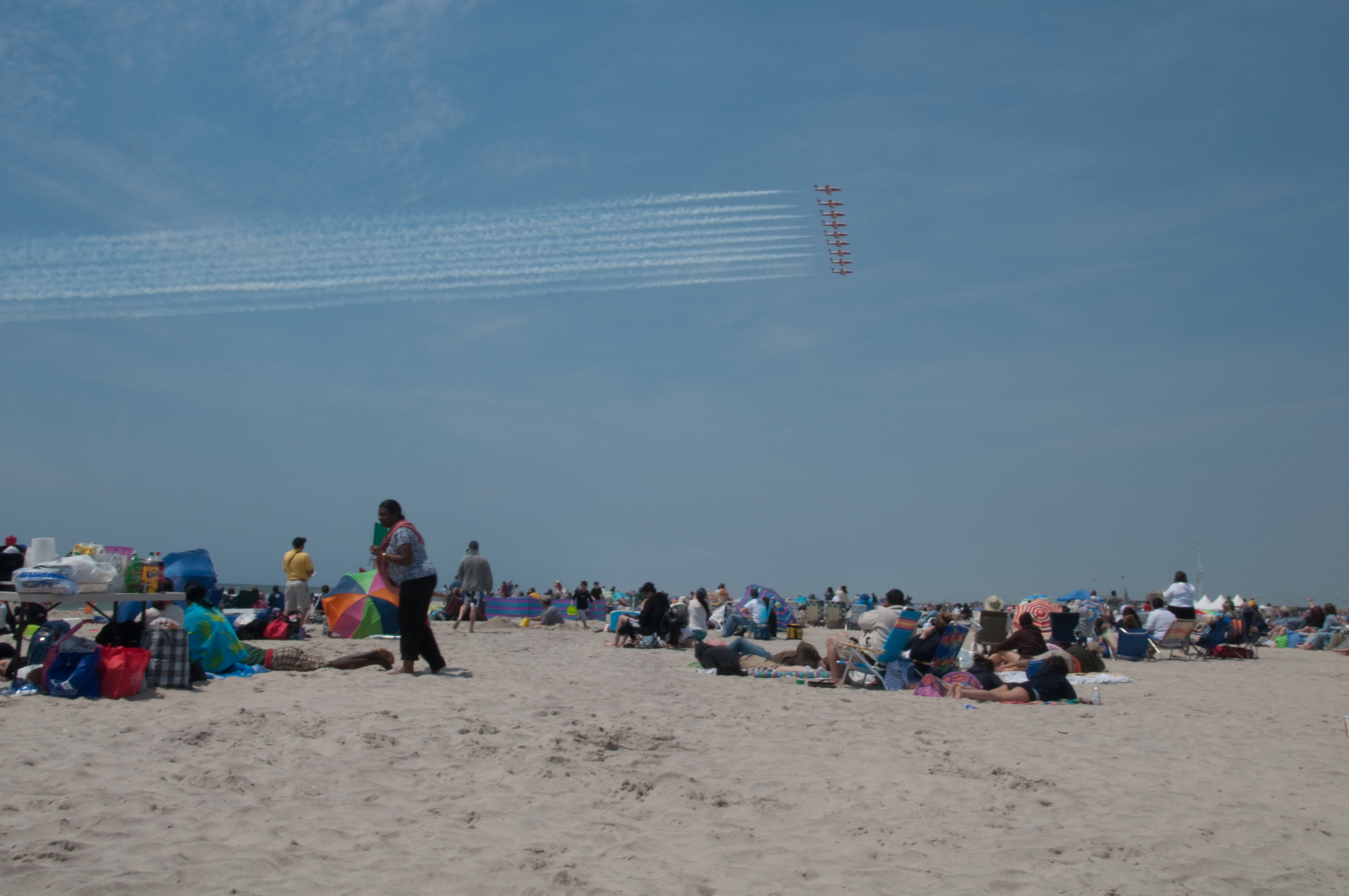
Авиашоу «Джонс-Бич 2009»